# Мицена колпаковидная
Мице́на колпа́кови́дная (лат. Mycéna galericuláta) — гриб рода Мицена (Mycena) семейства Миценовые (Mycenaceae). Типовой вид рода. Несъедобна.

## Морфология
Шляпка ∅ 1—6 см, сухая, во влажную погоду слизистая, часто морщинистая, светло-коричневого цвета.
Пластинки узко приросшие, часто разветвлённые, жёсткие, белого или серого цвета, с возрастом розовеющие.
Споровый порошок светло-кремовый. Споры 10×7,5 мкм, яйцевидной формы.
Ножка ∅ 2—7 мм, 3—8 см высотой, очень жёсткая, полая, одного цвета со шляпкой.